# Bacalar
Bacalar è una località del Messico, situata nello stato di Quintana Roo, capoluogo dell'omonimo comune.